# Pieter-Frans De Noter
Pieter-Frans De Noter est un peintre flamand de paysages et d'intérieurs, né à Walem, près de Malines, le 23 février 1779, mort à Gand, le 22 novembre 1842.

## Biographie
Son père, Pieter-Frans De Noter (1747-1830), parfois appelé l'Ancien, est architecte, installé à Malines. Son fils étudie tout d'abord comme sculpteur auprès de Jan-Frans Van Geel à l'Académie de Malines. 
En 1811, il déménage à Gand et se perfectionne dans la peinture. Il suit des cours auprès de Guillaume Herreyns. Il trouve rapidement une prédilection pour les vues urbaines, mais il effectivement également quelques tableaux de genres et paysages. 
À partir de 1817 et jusqu'à sa mort, il est professeur à l'Académie de Gand. 
Il effectue des voyages aux Pays-Bas et en France, ainsi qu'en Suisse en 1821. Ses tableaux sur l'hiver hollandais connaissent beaucoup de succès. Il collabore avec deux autres peintres, Joseph Stevens et Eugène Verboeckhoven pour embellir ses tableaux avec des animaux et des personnages.
Il est également un graveur réputé et publie, en 1831, l'album Recueil de gravures à l'eau forte dont plusieurs d'après Hobbema.
Son petit-fils David de Noter (1818-1892) a été lui aussi peintre.

## Récompenses
En 1813, il obtient une mention honorable lors d'un concours de peintres paysagistes à Bruxelles. Il participe à de nombreux autres salons et remporte des prix et médailles comme à Douai (1819, 1822, 1823), à Gand en 1820, à Lille en 1822, à Cambrai (1826, 1828) à Courtrai et Boulogne-sur-Mer en 1830. En 1835, il reçoit la médaille d'or à Gand, constituant sa consécration.

## Œuvre
Il se spécialise comme peintre de paysages urbains (essentiellement la ville de Gand), d'intérieurs d'églises et de paysages, notamment de scènes d'hiver ; il fait souvent appel à son ami et collègue Eugène Verboeckhoven pour compléter ses peintures par des personnages ou des animaux.
Il publie en 1831 un recueil gravé : Recueil de gravures à l'eau forte, dont plusieurs d'après Hobbema.
- Paysage d'hiver à Gand, 1838, huile sur toile, 85 × 113 cm, Musée des beaux-arts de Gand[2]

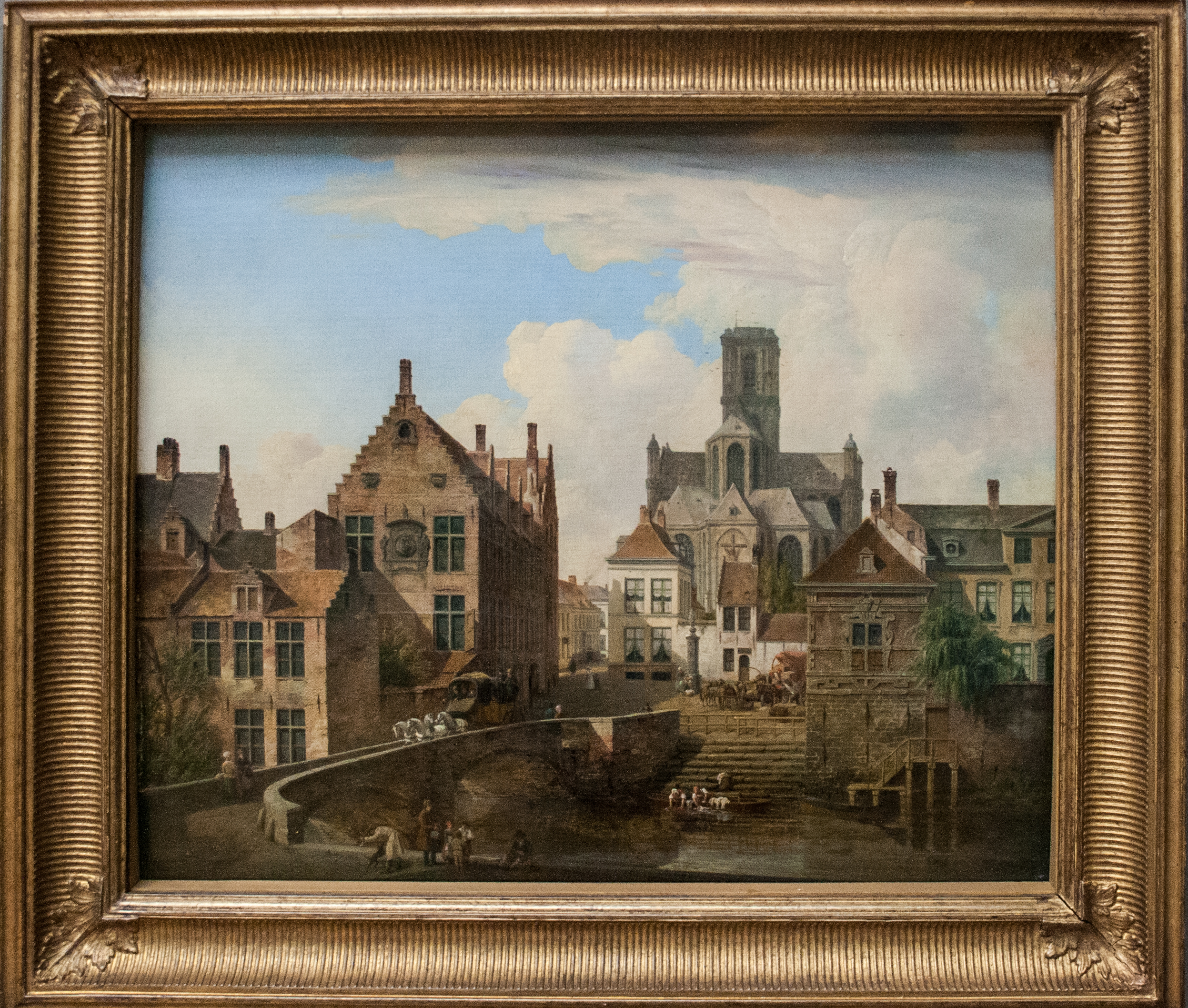
Cathédrale Saint-Bavon de Gand, huile sur toile, vers 1831, Gand, Musée des beaux-arts
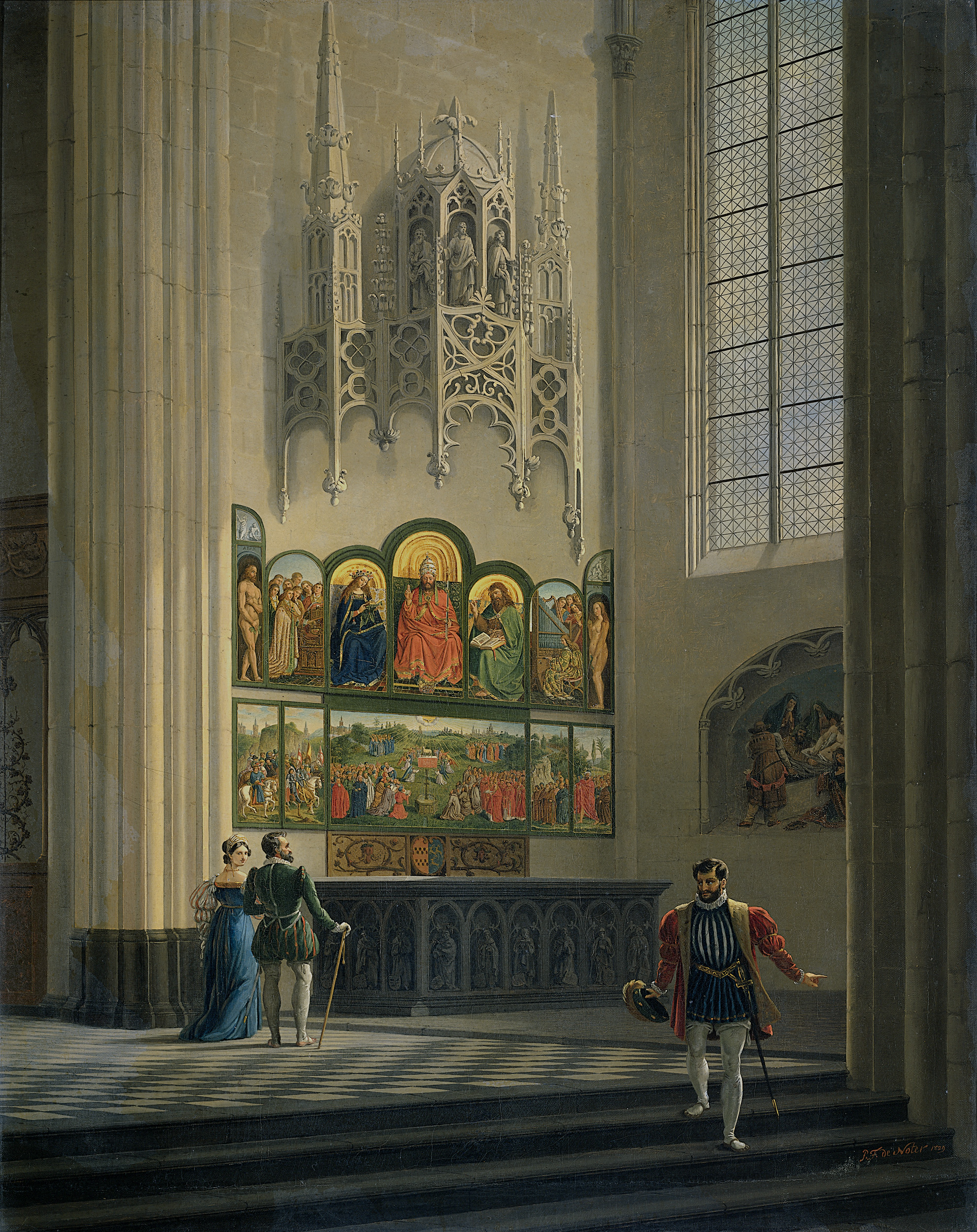
L'Adoration de l'Agneau mystique des frères Van Eyck à la cathédrale de Gand, huile sur toile, 1829, Amsterdam, Rijksmuseum
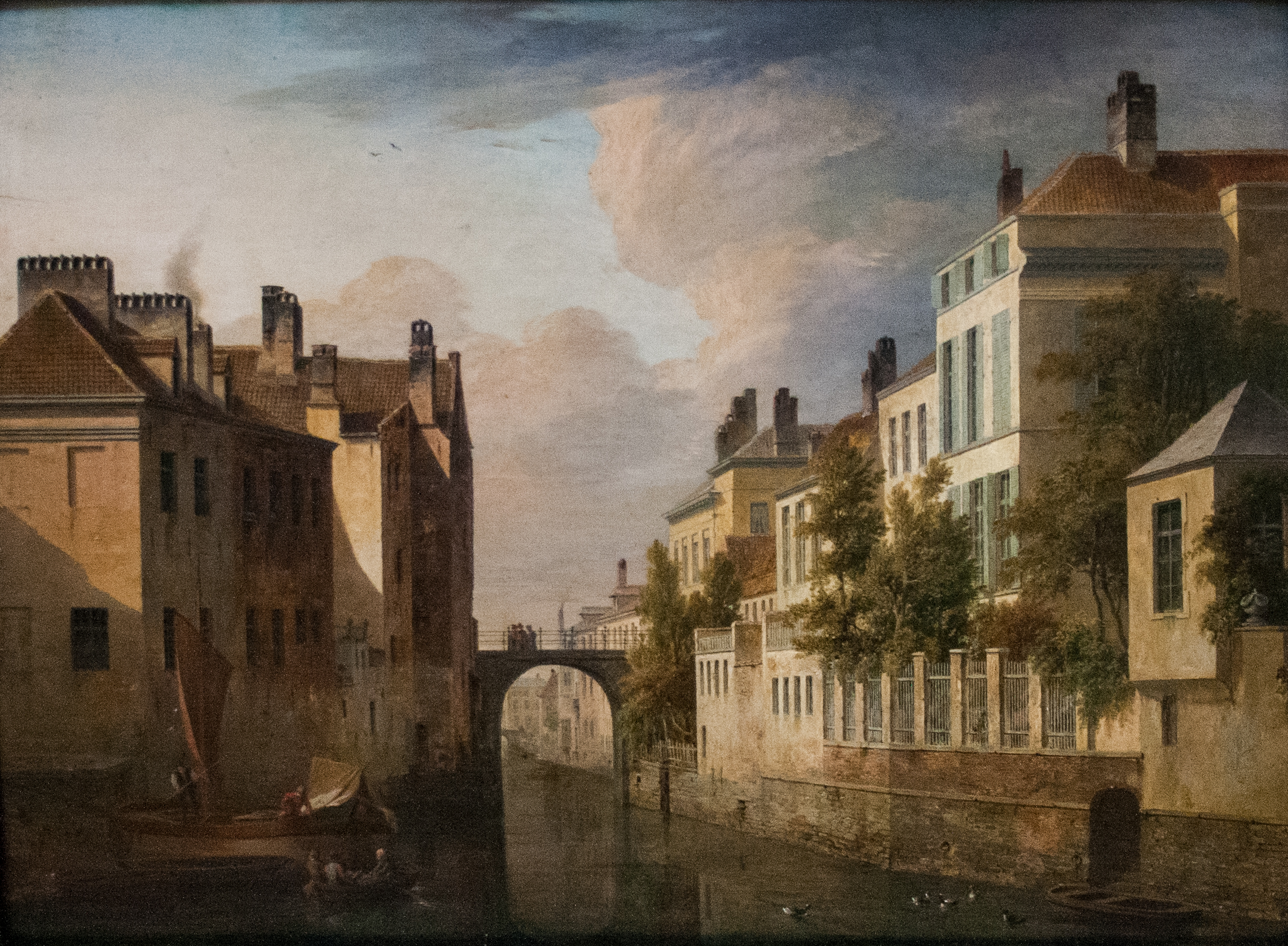
Bartolomé Esteban Murillo Le pont de Walpoort à Gand, huile sur toile, vers 1835, Gand, Musée des beaux-arts
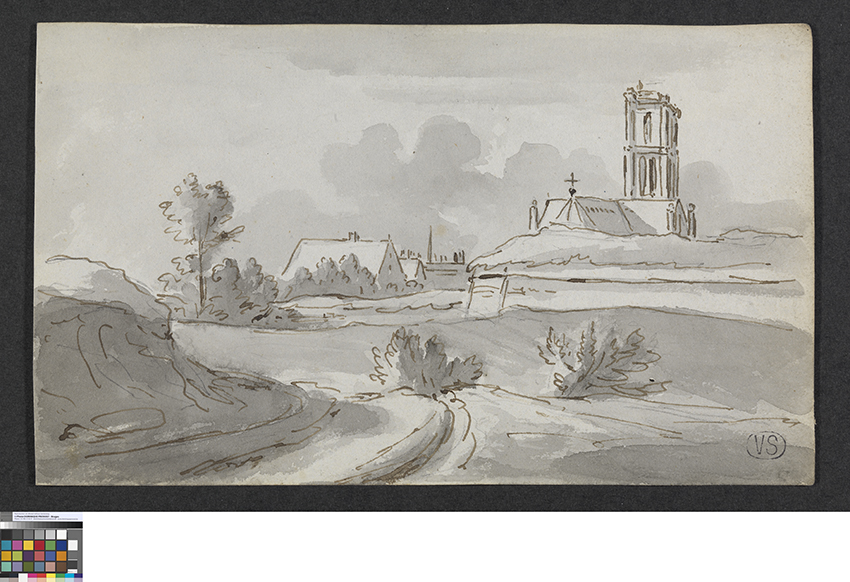
Paysage avec village, dessin, Bruges, Musée Groeninge
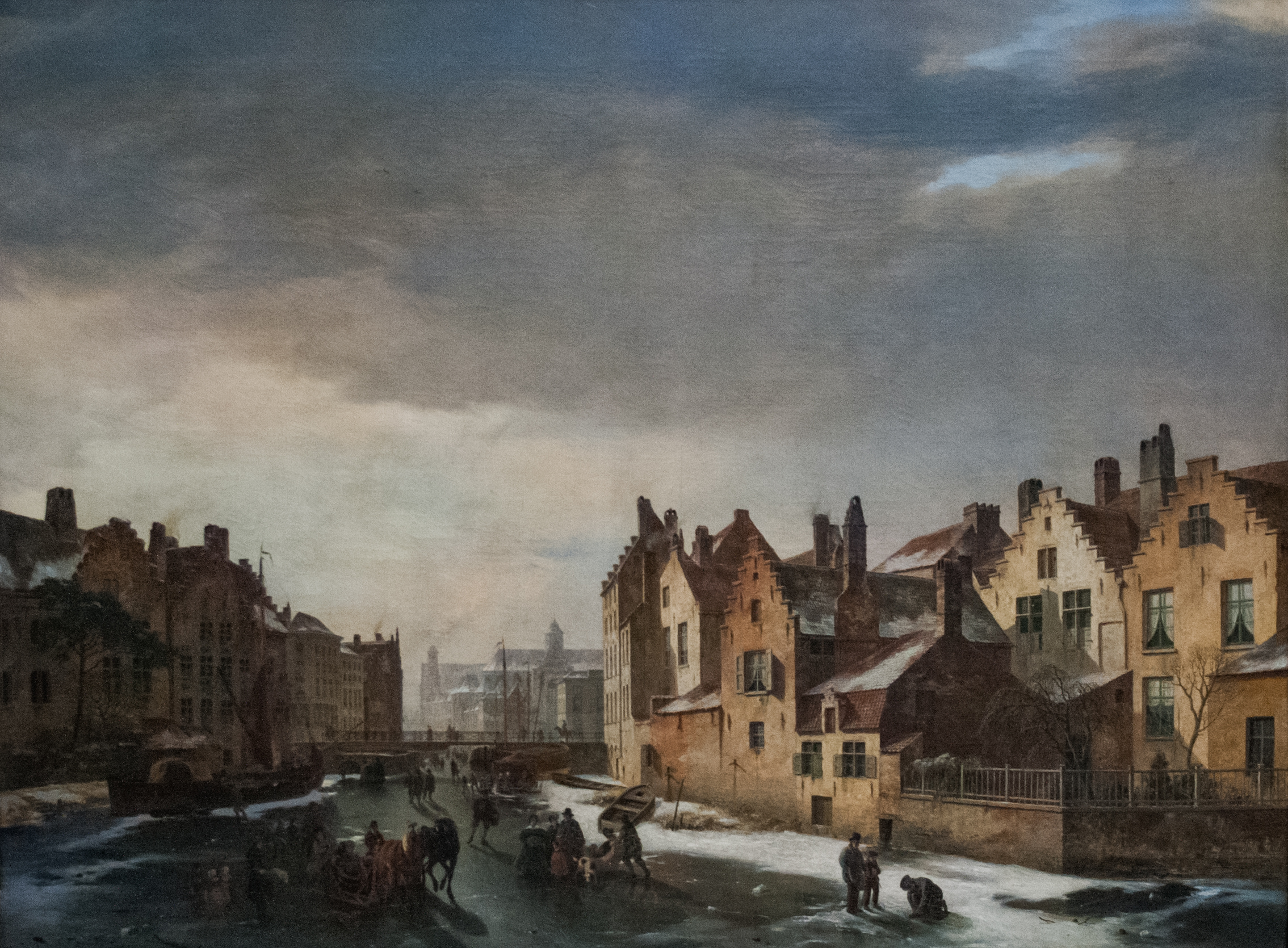
Scène hivernale à Gand, huile sur toile, vers 1838, Gand, Musée des beaux-arts
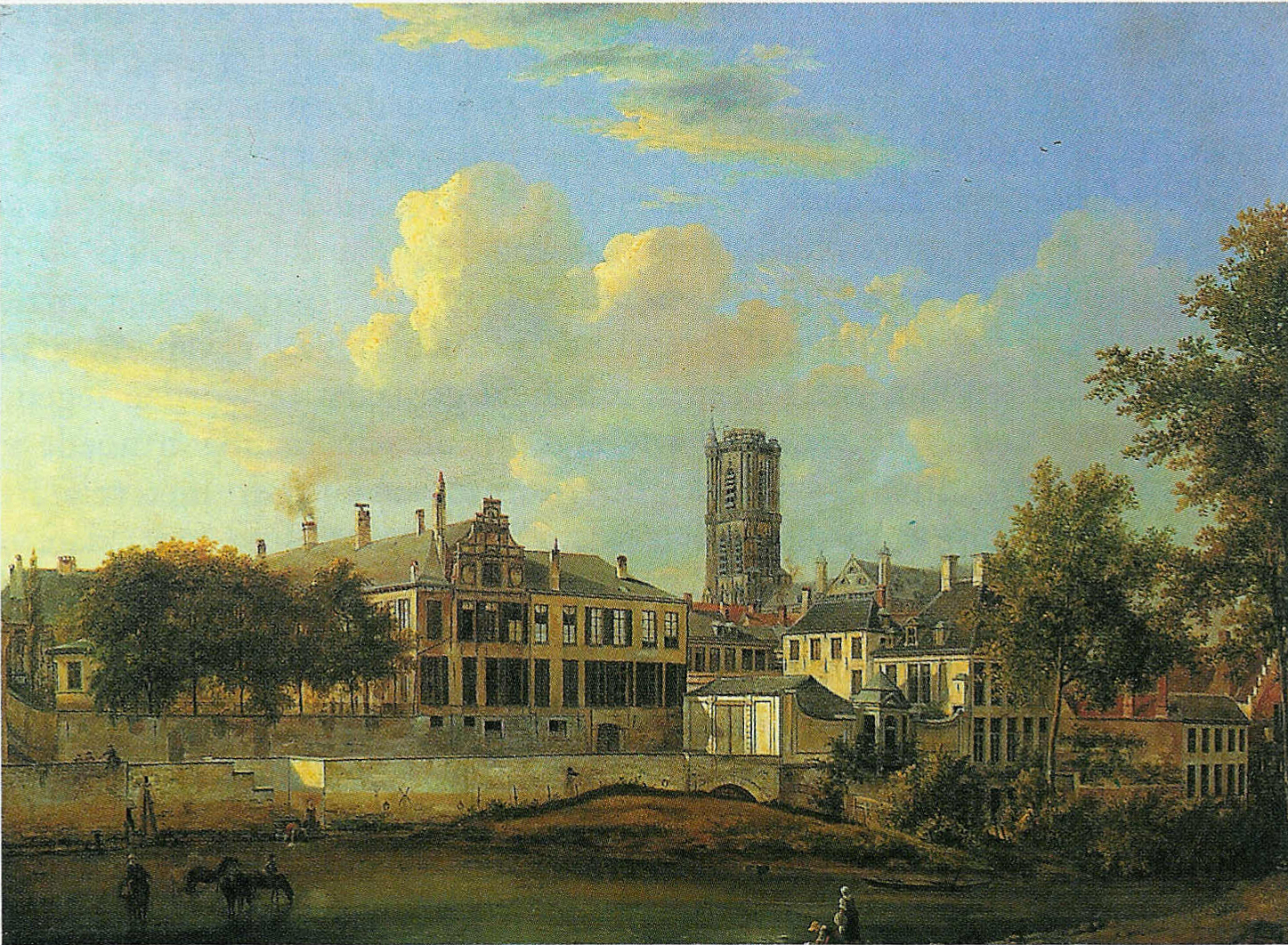
Palais épiscopal de Gand, 1819